# French Open 2018/Herrendoppel-Rollstuhl
Das Herrendoppel (Rollstuhl) der French Open 2018 war ein Rollstuhltenniswettbewerb in Paris und fand vom 7. bis zum 9. Juni statt.
Vorjahressieger waren Stéphane Houdet und Nicolas Peifer.

## Setzliste
| Nr. | Paarung                        | Erreichte Runde |
| --- | ------------------------------ | --------------- |
| 01. | Stéphane Houdet Nicolas Peifer | Sieg            |
| 02. | Alfie Hewett Gordon Reid       | Halbfinale      |

## Hauptrunde
Zeichenerklärung
- Q = Qualifikant
- WC = Wildcard
- LL = Lucky Loser
- ITF = qualifiziert über ITF-Ranking
- ALT = alternate (Ersatz)
- PR = Protected Ranking
- SE = Special Exempt
- r = retired (Aufgabe)
- d = Disqualifikation
- w.o. = walkover
- [ ] = Match-Tie-Break

|  | Halbfinale | Halbfinale                       | Halbfinale | Halbfinale | Halbfinale |  |  | Finale | Finale                          | Finale | Finale | Finale |
|  |            |                                  |            |            |            |  |  |        |                                 |        |        |        |
|  |            |                                  |            |            |            |  |  |        |                                 |        |        |        |
|  | 1          | Stéphane Houdet Nicolas Peifer   | 4          | 6          | [13]       |  |  |        |                                 |        |        |        |
|  |            | Gustavo Fernández Shingo Kunieda | 6          | 3          | [11]       |  |  |        |                                 |        |        |        |
|  |            |                                  |            |            |            |  |  | 1      | Stéphane Houdet Nicolas Peifer  | 6      | 7      |        |
|  |            |                                  |            |            |            |  |  |        | Frédéric Cattaneo Stefan Olsson | 1      | 65     |        |
|  |            | Frédéric Cattaneo Stefan Olsson  | 6          | 6          |            |  |  |        |                                 |        |        |        |
|  | 2          | Alfie Hewett Gordon Reid         | 4          | 4          |            |  |  |        |                                 |        |        |        |
|  |            |                                  |            |            |            |  |  |        |                                 |        |        |        |